# NGC 7647
NGC 7647 је елиптична галаксија у сазвежђу Пегаз која се налази на NGC листи објеката дубоког неба.
Деклинација објекта је + 16° 46' 40" а ректасцензија 23h 23m 57,4s. Привидна величина (магнитуда) објекта NGC 7647 износи 13,7 а фотографска магнитуда 14,7. NGC 7647 је још познат и под ознакама UGC 12576, MCG 3-59-55, CGCG 454-63, PGC 71335, DRCG 36-34, PGC 71325.